# Poltre
|  | Aquest article tracta sobre l'aparell de tortura. Si cerqueu la cria del cavall, vegeu «cavall». |

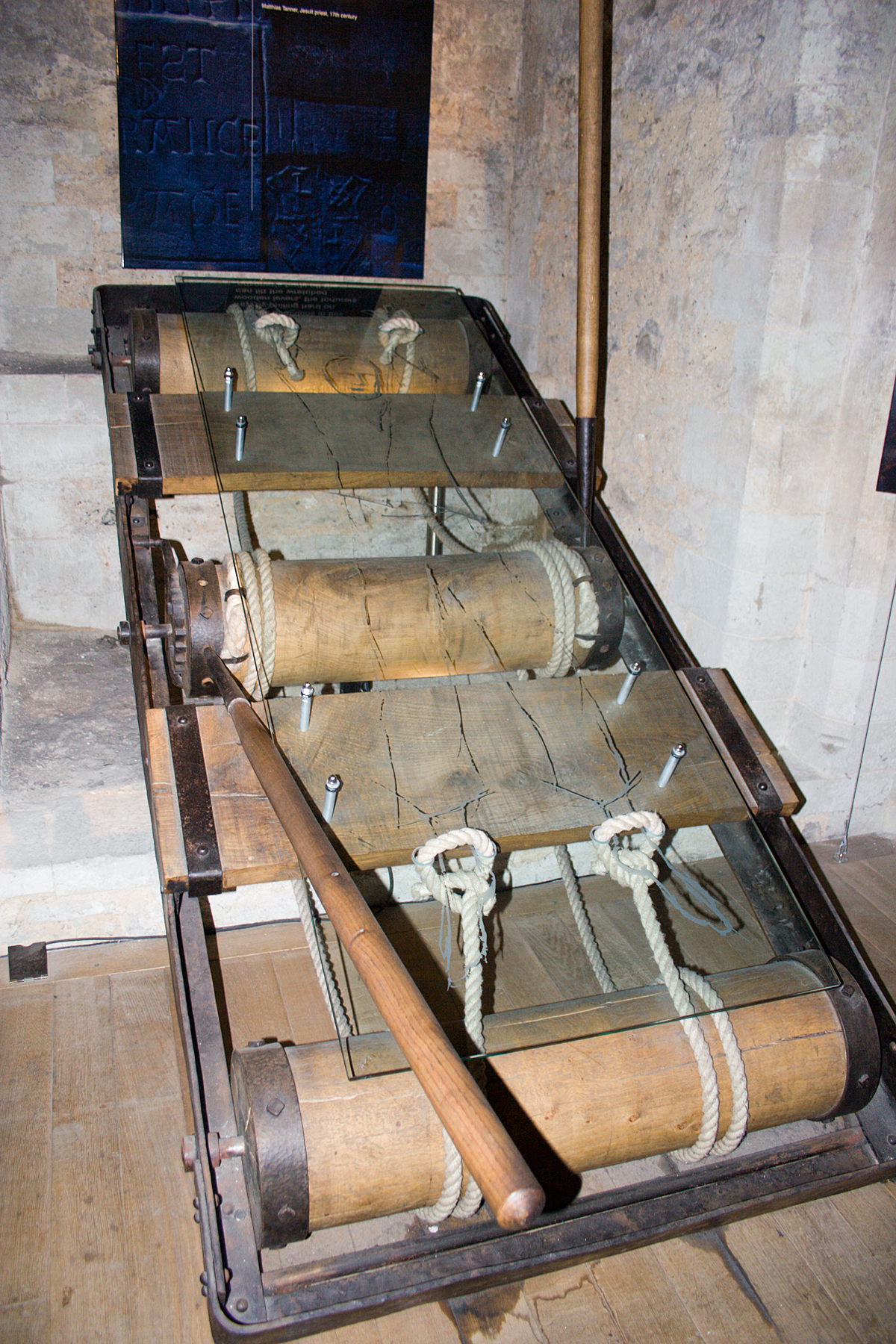
Poltre a la Torre de Londres

El poltre és una màquina de tortura que consisteix en un marc rectangular, generalment de fusta, lleugerament inclinat cap a terra, amb un corró en un o ambdós extrems. Els turmells de la víctima es subjecten a un corró i els canells són encadenats a l'altre. A mesura que l'interrogatori progressava, un mànec de trinquet i unit al corró superior s'utilitza per augmentar gradualment la tensió a les cadenes, induint un dolor insuportable sobre el reu. Per mitjà de politges i palanques aquest corró pot ser girat sobre el seu eix, tensant les cordes fins que les articulacions de la víctima es disloquen i eventualment se separen. A més, si les fibres musculars s'estiren massa, perden la seva capacitat de contracció, quedant sense efecte.
Un aspecte horrible de ser estirat massa al poltre són els espetecs i cruiximents causats pel trencament dels cartílags, lligaments o ossos. Un mètode eficaç per exercir pressió sobre els presos era obligar-los a mirar algun altre ésser sotmès al poltre. Un cop el presoner era immobilitzat al poltre s'hi podien aplicar altres mètodes de tortura, inclosa la crema dels flancs amb torxes o espelmes calentes o utilitzar tenalles per arrencar les ungles dels dits de mans i peus.
Segons Tàcit, es va utilitzar el poltre per a obtenir els noms dels conspiradors per assassinar l'emperador Neró de la lliberta, Epicaris al 65 dC. L'endemà, després de negar-se a parlar, va ser arrossegada de nou al poltre en una cadira (tots els seus membres estaven dislocats, i per això no podia estar dreta), però es va estrangular a si mateixa amb un tros de corda a la part posterior de la cadira de camí.

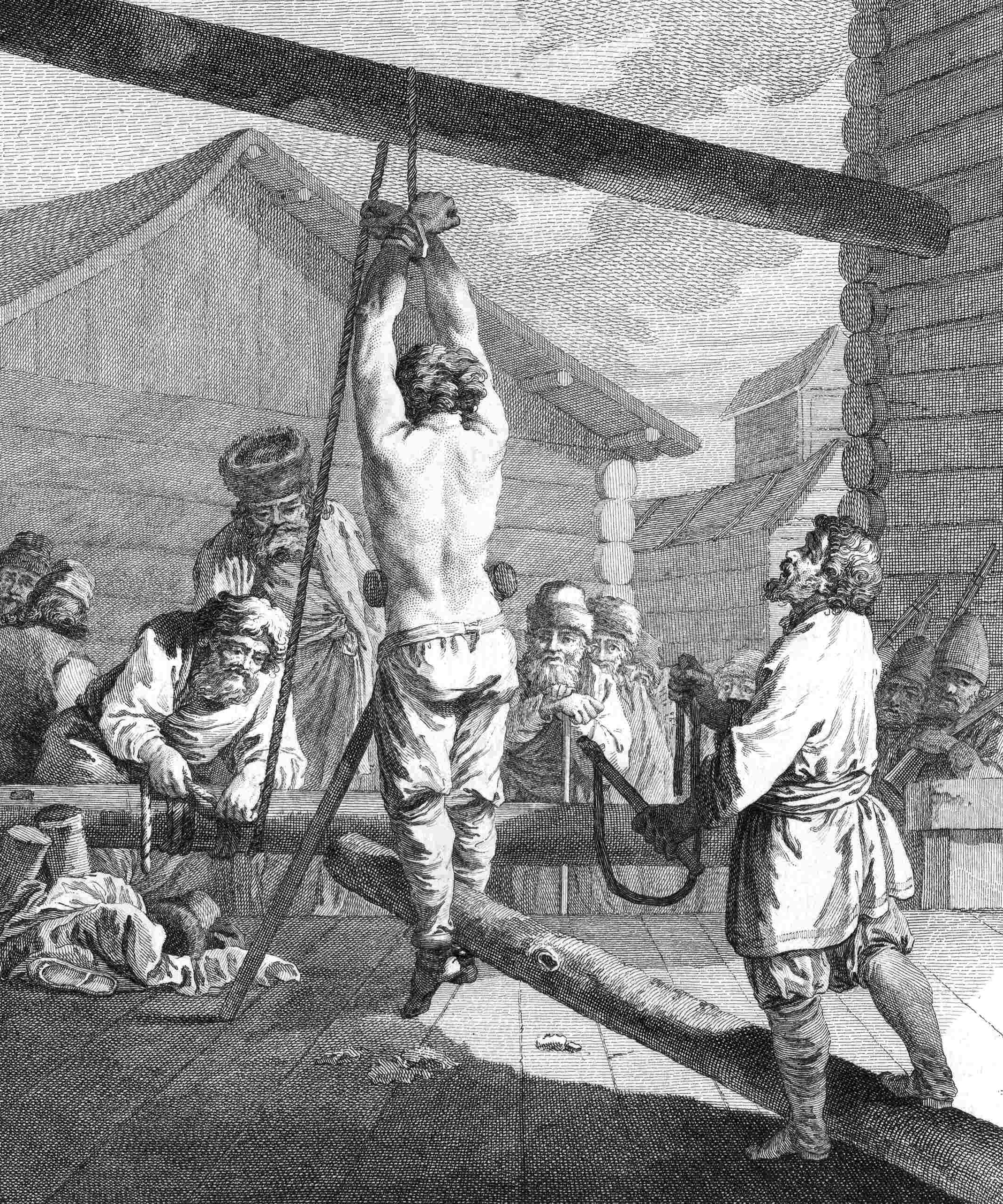
Càstig per fueteig sobre un poltre vertical

Va ser utilitzat en l'antiguitat, i s'utilitzà en el martiri de sant Vicent (304 dC) i és esmentat pels Pares de l'Església Tertulià i sant Jeroni (420 dC).
A Rússia fins al segle xviii el poltre (дыба, Dyba) era un dispositiu per a la suspensió de les víctimes mitjançant una corriola. Les víctimes suspesos eren assotades amb fuet i, de vegades, cremades amb torxes.